# Ford (Familienname)
Ford ist ein englischer Familienname.

## Namensträger

### A
- Aaron L. Ford (1903–1983), US-amerikanischer Politiker
- Alan Ford (Schwimmer) (1923–2008), US-amerikanischer Schwimmer
- Alan Ford (Schauspieler) (* 1938), britischer Schauspieler
- Aleksander Ford (1908–1980), polnischer Filmregisseur
- Alphonso Ford (1971–2004), US-amerikanischer Basketballspieler
- Alton Ford (1981–2018), US-amerikanischer Basketballspieler
- Andrew Ford (Filmeditor), Filmeditor und -produzent
- Andrew Ford (Schwimmer) (* 1989), kanadischer Schwimmer
- Andrew Ford (Wasserballspieler) (* 1995), australischer Wasserballspieler
- Andrew L. Ford (* 1952), US-amerikanischer Klassischer Philologe
- Arthur B. Ford (* 1932), US-amerikanischer Geologe und Polarforscher

### B
- Ben Ford (Politiker) (Benjamin Thomas Ford; * 1925), britischer Politiker
- Ben Ford (Squashspieler) (* 1975), englischer Squashspieler
- Bernard Ford (1947–2023), britischer Eiskunstläufer
- Bernie Ford (Bernard William Ford; * 1952), britischer Langstreckenläufer
- Bette Ford (* 1927), US-amerikanische Schauspielerin und Stierkämpferin
- Betty Ford (1918–2011), US-amerikanische First Lady
- Billy Ford († 1984), US-amerikanischer Musiker
- Brian Ford, Pseudonym von Friedrich Tenkrat (1939–2022), österreichischer Schriftsteller
- Brianna Ford (* 2002), US-amerikanische Volleyballspielerin
- Bruce Ford (Ruderer) (* 1954), kanadischer Ruderer
- Bruce Ford (Sänger) (* 1956), US-amerikanischer Opernsänger (Tenor)

### C
- Carl Ford (Politikwissenschaftler) (Carl W. Ford Jr.; * 1943), US-amerikanischer Nachrichtendienstmitarbeiter und Politikwissenschaftler
- Carl Ford (Politiker) (* 1957), US-amerikanischer Politiker
- Carl Ford (Footballspieler) (* 1980), US-amerikanischer American- und Arena-Football-Spieler
- Carl T. Ford († 2017), britischer Magazinherausgeber
- Carole Ann Ford (* 1940), britische Schauspielerin
- Caroline Ford (* 1988), britische Schauspielerin
- Charles Ford (Gangster) (1857–1884), US-amerikanischer Gangster
- Charles Arthur Ford (* 1950), US-amerikanischer Diplomat
- Charles Henri Ford (1913–2002), US-amerikanischer Dichter, Künstler und Filmemacher
- Charlotte Ford (* 1941), US-amerikanische Dame der Gesellschaft
- Cheryl Ford (* 1981), US-amerikanische Basketballspielerin
- Chris Ford (1949–2023), US-amerikanischer Basketballspieler und -trainer
- Christine Blasey Ford (* 1966), US-amerikanische Psychologin und Hochschullehrerin
- Clarence Ford (1929–1994), US-amerikanischer Musiker
- Clellan S. Ford (1909–1972), US-amerikanischer Anthropologe
- Clifford Ford (* 1947), kanadischer Komponist und Musikpädagoge
- Clinton Ford (Maler) (1923–2006), US-amerikanischer Maler
- Clinton Ford (Sänger) (1931–2009), britischer Sänger
- Clinton B. Ford (1913–1992), US-amerikanischer Unternehmer, Musiker und Astronom
- Colin Ford (Historiker) (* 1934), britischer Fotohistoriker
- Colin Ford (* 1996), US-amerikanischer Schauspieler und Synchronsprecher
- Colt Ford (Jason Farris Brown; * 1970), US-amerikanischer Musiker
- Colton Ford (1962–2025), US-amerikanischer Sänger und Pornodarsteller
- Constance Ford (1923–1993), US-amerikanische Schauspielerin und Model
- Courtney Ford (* 1978), US-amerikanische Schauspielerin

### D
- Daniel Ford (* 1994), US-amerikanischer Volleyballspieler
- David Ford (Schauspieler) (1925–1983), US-amerikanischer Schauspieler
- David Ford (Fußballspieler) (* 1945), englischer Fußballspieler
- David Ford (Politiker) (* 1951), nordirischer Politiker (Alliance)
- David Ford (Kanute) (* 1967), kanadischer Kanute
- David Ford (Musiker) (* 1978), britischer Singer-Songwriter
- David F. Ford (David Frank Ford; * 1948), britischer Theologe und Hochschullehrer
- David Robert Ford (* 1935), britischer Politiker
- Dee Ford (* 1991), US-amerikanischer American-Football-Spieler
- Don Ford (Donald J. Ford; * 1952), US-amerikanischer Basketballspieler
- Donald Ford (* 1944), schottischer Fußballspieler
- Doug Ford (Golfspieler) (Douglas Michael Ford Sr.; 1922–2018), US-amerikanischer Golfspieler
- Doug Ford (Cricketspieler) (Douglas Allan Ford; 1928–2019), australischer Cricketspieler
- Doug Ford (Musiker) (Douglas John Ford; * 1945), australischer Gitarrist und Songwriter
- Doug Ford (Douglas Robert Ford Jr.; * 1964), kanadischer Unternehmer und Politiker

### E
- Edmund Brisco Ford (1901–1988), britischer Biologe
- Edsel Ford (1893–1943), US-amerikanischer Unternehmer
- Edward Onslow Ford (1852–1901), britischer Bildhauer
- Eileen Ford (1922–2014), US-amerikanische Modelagentin und Unternehmerin, Mitgründerin von Ford Models
- Eliel Ford (* 1993), US-amerikanischer Videoregisseur und Filmschauspieler
- Emile Ford (* 1937), britischer Musiker
- Emily Ford (* 1994), britische Ruderin

### F
- Faith Ford (* 1964), US-amerikanische Schauspielerin
- Ford Madox Ford (1873–1939), britischer Schriftsteller
- Francis Ford (1881–1953), US-amerikanischer Schauspieler
- Frankie Ford (1939–2015), US-amerikanischer Sänger
- Franklin L. Ford (1920–2003), US-amerikanischer Neuzeithistoriker
- Frazey Ford (* 1973), kanadische Singer-Songwriterin

### G
- George Ford (Politiker) (1846–1917), US-amerikanischer Politiker
- George Ford (Wasserballspieler) (* 1993), australischer Wasserballspieler
- George Ford (Rugbyspieler) (* 1993), englischer Rugby-Union-Spieler
- George Henry Ford (1809–1876), südafrikanischer Illustrator und Zeichner
- Gerald Ford (1913–2006), US-amerikanischer Politiker, Präsident 1974 bis 1977
- Glenn Ford (Gwyllyn Samuel Newton Ford; 1916–2006), kanadisch-US-amerikanischer Schauspieler
- Glenn Ford (Justizopfer) (1949–2015), US-amerikanisches Justizopfer
- Gloria Ford Gilmer (1928–2021), amerikanische Mathematikerin und Hochschullehrerin
- Glyn Ford (* 1950), britischer Politiker
- Gordon Onslow Ford (1912–2003), britischer Künstler
- Guillermo Ford (1936–2011), panamaischer Politiker

### H
- Harold Ford senior (* 1945), US-amerikanischer Politiker
- Harold Ford junior (* 1970), US-amerikanischer Politiker
- Harrison Ford (Stummfilmschauspieler) (1884–1957), US-amerikanischer Schauspieler
- Harrison Ford (* 1942), US-amerikanischer Schauspieler und Produzent
- Harry Ford (Baseballspieler) (* 2003), US-amerikanischer Baseballspieler
- Harry Ford (Footballspieler) (Henry William Ford; 1884–1957), australischer Australian-Football-Spieler
- Harry Ford (Fußballspieler) (1893–1963), englischer Fußballspieler
- Harry Ford (Schauspieler) (Harrison Miller Ford; * 1987), US-amerikanischer Schauspieler
- Henry Ford (1863–1947), US-amerikanischer Unternehmer
- Henry Ford II (1917–1987), US-amerikanischer Unternehmer
- Henry Chapman Ford (1828–1894), US-amerikanischer Künstler und Illustrator
- Henry Jones Ford (1851–1925), US-amerikanischer Journalist und Politikwissenschaftler
- Henry Justice Ford (1860–1941), englischer Künstler und Illustrator
- Hester Ford (1905–2021), US-amerikanische Altersrekordlerin
- Howard Ford (1905–1986), britischer Leichtathlet
- Hugh Alastair Ford (* 1946), australischer Ornithologe

### I
- Isabella Ford (1855–1924), britische Frauenrechtlerin, Gewerkschaftlerin, Sozialreformerin und Schriftstellerin

### J
- Jack Ford (Politiker) (1947–2015), US-amerikanischer Politiker
- James Ford (Politiker) (1783–1859), US-amerikanischer Politiker
- James Ford (Klimaforscher), britisch-kanadischer Klimaforscher
- James Ford (Musiker), britischer Musiker
- James Lewis Carter Ford, bekannt als T-Model Ford (um 1924–2013), US-amerikanischer Singer-Songwriter
- James W. Ford (1893–1957), US-amerikanischer Politiker (CPUSA)
- Jeffrey Ford (Autor) (* 1955), US-amerikanischer Autor
- Jeffrey Ford (Filmeditor), US-amerikanischer Filmeditor
- Jeremiah Denis Matthias Ford (1873–1958), US-amerikanischer Romanist und Hispanist
- Jerome Ford (* 1999), US-amerikanischer American-Football-Spieler
- Joe Ford (1947–2025), US-amerikanischer Jazzmusiker
- Joe T. Ford (* 1937), US-amerikanischer Unternehmer
- John Ford (Dramatiker) (1586–1639), britischer Dramatiker
- John Ford (Fußballspieler, 1893) (1893–1917), schottischer Fußballspieler
- John Ford (Pseudonym Jack Ford; 1894–1973), US-amerikanischer Filmregisseur und Filmproduzent
- John Ford (Fußballspieler, 1898) (1898–??), englischer Fußballspieler
- John Ford (Musiker) (* 1948), britischer Musiker, siehe Hudson-Ford
- John Ludovic Ford (1906–1957), britischer Autorennfahrer
- John M. Ford (1957–2006), US-amerikanischer Schriftsteller
- Josephine Ford, australische Szenenbildnerin
- Julia Ford (Schauspielerin) (* 1963), britische Schauspielerin
- Julia Ford (Skirennläuferin) (* 1990), amerikanische Skirennläuferin

### K
- Kate Ford (* 1977), britische Schauspielerin
- Kaylon Nakia Ford Jr. (* 1995), US-amerikanischer American-Football-Spieler, siehe Poona Ford
- Kenneth Ford (Kenneth William Ford; * 1926), US-amerikanischer Physiker
- Kent Ford (William Kent Ford Jr.; 1931–2023), US-amerikanischer Astronom
- Kevin Ford (Boxer) (* 1962), US-amerikanischer Boxer
- Kevin Ford (Filmemacher), Filmemacher, Drehbuchautor und Schauspieler
- Kevin Ford (Basketballspieler) (* 1986), US-amerikanischer Basketballspieler
- Kevin Ford (Musiker) (* 1992), US-amerikanischer Musiker und Produzent
- Kevin Anthony Ford (* 1960), US-amerikanischer Offizier und Astronaut

### L
- Laura Ford (* 1961), britische Künstlerin
- Leland M. Ford (1893–1965), US-amerikanischer Politiker
- Len Ford (1926–1972), US-amerikanischer American-Football-Spieler
- Leon Ford, australischer Schauspieler, Drehbuchautor und Filmregisseur
- Lester Randolph Ford senior (1886–1967), US-amerikanischer Mathematiker
- Lester Randolph Ford junior (1927–2017), US-amerikanischer Mathematiker
- Lewis S. Ford (1933–2018), US-amerikanischer Philosoph und Theologe
- Lita Ford (* 1958), britische Musikerin
- Loretta C. Ford (* 1920), US-amerikanische Krankenschwester
- Louise Ford (Filmeditorin), britische Filmeditorin
- Louise Ford (Schauspielerin) (* 1982), britische Schauspielerin und Komikerin
- Luke Ford (* 1981), australischer Schauspieler
- Luke Lennon-Ford (* 1989), britisch-irischer Sprinter
- Luther Ford, britischer Schauspieler

### M
- Malcolm Webster Ford (1862–1902), US-amerikanischer Leichtathlet und Journalist
- Marc Ford (* 1966), US-amerikanischer Gitarrist, Sänger und Songschreiber
- Margaret Ford, Baroness Ford (* 1957), britische Politikerin (Labour Party)
- Maria Ford (* 1966), US-amerikanische Schauspielerin, Tänzerin und Model
- Mark Ford (* 1975), englischer Fußballspieler
- Martha Ford (* 1925), US-amerikanische Unternehmerin
- Martin Ford, US-amerikanischer Autor
- Mary Ford (1924–1977), US-amerikanische Sängerin
- Maurice Ford (* 1996), Fußballspieler aus Trinidad und Tobago
- Melbourne H. Ford (1849–1891), US-amerikanischer Politiker
- Melyssa Ford (* 1976), kanadisches Model und Schauspielerin
- Michael Ford (Radsportler) (* 1986), australischer Radrennfahrer
- Michael Ford (Footballspieler) (* 1990), US-amerikanischer American-Football-Spieler
- Michael C. Ford (* 1939), US-amerikanischer Dichter, Dramatiker und Herausgeber
- Michael Curtis Ford (* 1950), US-amerikanischer Schriftsteller
- Michael D. Ford (1928–2018), britischer Szenenbildner
- Michael Thomas Ford (* 1968), US-amerikanischer Schriftsteller
- Michelle Ford (* 1962), australische Schwimmerin
- Mike Ford (Eishockeyspieler) (Michael Ford; * 1952), kanadischer Eishockeyspieler
- Mike Ford (Rugbyspieler) (Mike A. Ford; * 1965), englischer Rugby-Union-Spieler und -Trainer
- Mike Ford (Baseballspieler) (Michael Ford; * 1992), US-amerikanischer Baseballspieler
- Mike Ford (Footballspieler, 1995) (Michael Ford; * 1995), US-amerikanischer American-Football-Spieler
- Montez Ford (* 1990), US-amerikanischer Wrestler

### N
- Nancy Ford Cones (1869–1962), US-amerikanische Fotografin
- Neridah Clifton Ford (1926–2006), australische Botanikerin
- Nicholas Ford (1833–1897), US-amerikanischer Politiker

### O
- Oliver Ford (* 1947), US-amerikanischer Sprinter

### P
- Paul Ford (1901–1976), US-amerikanischer Schauspieler
- Paul Leicester Ford (1865–1902), US-amerikanischer Schriftsteller, Historiker und Biograf
- Peter Ford (Schauspieler) (* 1945), US-amerikanischer Schauspieler
- Peter Ford (Diplomat) (* 1947), britischer Diplomat
- Peter Ford, eigentlicher Name von Baby Ford, US-amerikanischer DJ
- Peter C. Ford (* 1941), US-amerikanischer Chemiker
- Phil Ford (Autor) (* 1950), britischer Drehbuchautor
- Phil Ford (Basketballspieler) (* 1956), amerikanischer Basketballspieler
- Phil Ford (Rugbyspieler), walisischer Rugby-League-Spieler
- Philip Ford (Regisseur) (1900–1976), amerikanischer Filmregisseur und Schauspieler
- Philip R. Ford (* 1961), amerikanischer Schauspieler und Regisseur
- Philip John Ford (1949–2013), britischer Romanist und Hochschullehrer
- Poona Ford (Kaylon Nakia Ford Jr.; * 1995), US-amerikanischer American-Football-Spieler

### R
- Reginald Ford (1953–2021), guyanischer Boxer
- Richard Ford (Schriftsteller, 1796) (1796–1858), britischer Reisender und Schriftsteller
- Richard Ford (* 1944), US-amerikanischer Schriftsteller
- Richard Allen Ford (* 1954), US-amerikanischer Jazzsaxophonist, siehe Ricky Ford
- Rob Ford (Robert Ford; 1969–2016), kanadischer Politiker, Bürgermeister von Toronto
- Robben Ford (* 1951), US-amerikanischer Bluesmusiker
- Robert Ford (1862–1892), US-amerikanischer Abenteurer und Mörder
- Robert Ford (Filmeditor) (1917–1963), US-amerikanischer Filmeditor
- Robert Ford (General) (1923–2015), britischer General
- Robert Arthur Douglass Ford (1915–1998), kanadischer Dichter und Diplomat
- Robert Ford (Footballtrainer) (* 1951), US-amerikanischer American-Football-Trainer
- Robert Stephen Ford (* 1958), US-amerikanischer Diplomat
- Roger Ford, Szenenbildner
- Ross Ford (* 1984), schottischer Rugby-Union-Spieler
- Russell Ford (* 1983), australischer Hockeyspieler
- Ruth Ford (1911–2009), US-amerikanische Schauspielerin

### S
- Sam C. Ford (Samuel Clarence Ford; 1882–1961), US-amerikanischer Politiker
- Samuel Howard Ford (1819–1905), US-amerikanischer Reverend und Politiker
- Santiago Ford (* 1997), chilenischer Leichtathlet kubanischer Herkunft
- Seabury Ford (1801–1855), US-amerikanischer Politiker
- Seth Ford-Young (* 1973), US-amerikanischer Musiker
- Sharrod Ford (* 1982), US-amerikanischer Basketballspieler
- Simon Ford (* 1981), englischer Fußballspieler
- Stanley H. Ford (1877–1961), US-amerikanischer Generalleutnant
- Steve Ford (* 1965), samoanischer Rugby-Union-Spieler
- Steven Ford (* 1956), US-amerikanischer Schauspieler

### T
- T-Model Ford (eigentlich James Lewis Carter Ford; um 1925–2013), US-amerikanischer Gitarrist, Sänger und Songwriter
- T. J. Ford (Terrance Jerod Ford; * 1983), US-amerikanischer Basketballspieler
- Tennessee Ernie Ford (1919–1991), US-amerikanischer Sänger
- Thomas Ford (Komponist) (1580–1648), englischer Komponist
- Thomas Ford (Gouverneur) (1800–1850), US-amerikanischer Politiker
- Thomas Ford (Ruderer) (* 1992), britischer Ruderer
- Thomas F. Ford (1873–1958), US-amerikanischer Politiker
- Thomas H. Ford (1814–1868), US-amerikanischer Politiker
- Thomas Mikal Ford (1962–2016), US-amerikanischer Schauspieler
- Tim Ford (Politiker) (1951–2015), US-amerikanischer Politiker
- Tim Ford (Schiedsrichter) (* 1980), US-amerikanischer Fußballschiedsrichter
- Todd Ford (* 1984), kanadischer Eishockeytorwart
- Tom Ford (Modedesigner) (Thomas Carlyle Ford; * 1961), US-amerikanischer Modedesigner und Filmregisseur
- Tom Ford (Moderator) (Wookie; * 1976), britischer Journalist und Moderator
- Tom Ford (Snookerspieler) (Thomas Edward Ford; * 1983), englischer Snookerspieler
- Tom Ford (Squashspieler) (* 1993), englischer Squashspieler
- Tommy Ford (* 1989), US-amerikanischer Skirennläufer
- Tony Ford (Fußballspieler, 1944) (* 1944), englischer Fußballspieler und -trainer
- Tony Ford (Produzent), Filmproduzent und Drehbuchautor
- Tony Ford (Fußballspieler, 1959) (Anthony Ford; * 1959), englischer Fußballspieler
- Trent Ford (* 1979), US-amerikanischer Schauspieler und Model
- Trevor Ford (Fußballspieler) (1923–2003), walisischer Fußballspieler
- Trevor David Ford (1925–2017), britischer Geologe und Höhlenforscher
- Tyler Ford (* 1985), US-amerikanischer Basketballschiedsrichter

### V
- Vicky Ford (* 1967), britische Politikerin
- Vincent Ford (1940–2008), jamaikanischer Songwriter

### W
- Wallace Ford (1898–1966), US-amerikanischer Schauspieler
- Walton Ford (* 1960), US-amerikanischer Maler
- Wendell Ford (1924–2015), US-amerikanischer Politiker
- Whitey Ford (1928–2020), US-amerikanischer Baseballspieler
- Willa Ford (* 1981), US-amerikanische Sängerin
- William Ford (Goldsucher) (1852–1932), australischer Goldsucher
- William Ford (Schauspieler), Schauspieler
- William Clay Ford senior (1925–2014), US-amerikanischer Automobilmanager
- William Clay Ford Junior (* 1957), US-amerikanischer Manager und Automobilunternehmer
- William D. Ford (William David Ford; 1927–2004), US-amerikanischer Politiker
- William Donnison Ford (1779–1833), US-amerikanischer Politiker
- William Ebenezer Ford (W. E. Ford; 1878–1939), US-amerikanischer Geologe
- William Webber Ford (1871–1941), US-amerikanischer Mediziner
- Willie Mae Ford Smith (1904–1994), US-amerikanische Gospelsängerin

### Y
- Yance Ford, US-amerikanischer Filmproduzent und Filmregisseur
- Yirisleydi Ford (* 1991), kubanische Hammerwerferin